# Streptococcus salivarius M18
Streptococcus salivarius M18 – szczep bakterii z gatunku Streptococcus salivarius, który występuje w jamie ustnej człowieka. W badaniach przeprowadzonych z udziałem dzieci i osób dorosłych wykazano, że szczep ten wydziela 4 rodzaje korzystnych dla organizmu lantybiotyków (substancji podobnych do bakteriocyn Bacteriocin-Like Inhibitory Substances – BLIS): saliwarycynę A2, saliwarycynę M, saliwarycynę MPS i saliwarycynę 9. Substancje te działają przeciwko drobnoustrojom patogennym odpowiedzialnym za powstawanie próchnicy, takim jak Streptococcus mutans czy Streptococcus sobrinus. Dodatkowo, szczep ten wydziela dwa rodzaje enzymów: dekstranazę, która redukuje akumulację płytki nazębnej i ureazę, która zapewnia odpowiednie pH w jamie ustnej.
Skuteczność szczepu Streptococcus salivarius M18 została potwierdzona w wielu badaniach naukowych. W jednym z badań, opublikowanym w 2015 roku podawano dzieciom w wieku 6-17 lat szczep Streptococcus salivarius M18 w formie pastylek do ssania przez 3 miesiące. Pastylki podawano przed snem, po umyciu zębów. Badanie wykazało, że stosowanie szczepu Streptococcus salivarius M18 przez 3 miesiące redukuje liczbę bakterii Streptococcus mutans (odpowiedzialnych za rozwój próchnicy) o 74%, redukuje akumulację płytki nazębnej o 50% i powoduje, że ponad 3-krotnie wzrasta szansa na uniknięcie nowego ubytku (przed badaniem szansa na uniknięcie nowego ubytku wynosiła 20%, po zastosowaniu szczepu Streptococcus salivarius M18 wzrosła do 70%).